# Szeligi (powiat de Sochaczew)
Szeligi [ʂɛˈliɡi] est un village polonais de la gmina de Nowa Sucha dans le powiat de Sochaczew et dans la voïvodie de Mazovie.